# Helicobacteraceae
Helicobacteraceae — родина епсилон-протеобактерій. Типовим родом родини є Helicobacter, деякі представники якого (зокрема H. pylori), як і деякі представники інших родів, є патогенами ссавців та деяких птахів.